# Décès en 1010
Décès
- 1006
- 1007
- 1008
- 1009
- 1010
- 1011
- 1012
- 1013
- 1014

Cette page dresse une liste de personnalités mortes au cours de l'année 1010 :
- 16 janvier : Berthe de Bourgogne, fille de Conrad III de Bourgogne et épouse de Robert II de France.
- 2 juin : Armengol Ier d'Urgell, comte d'Urgell, à El Vacar près de Cordoue[1].

- Abu'l-Nasr Muhammad (en), dernier Farighunids (en) des Guzgan.
- Aeci (en), archevêque de Barcelone.
- Aisha (poétesse), poétesse andalouse.
- Ansfrid d'Utrecht, comte lotharingien de Huy qui devint évêque d'Utrecht.
- Arnulf (en), évêque de Vic.
- Cathal mac Conchobar mac Taidg, roi de Connacht.
- David de Kakhétie, Korikoz (Chorévêque) et roi de Kakhétie de la dynastie des Kyriacides.
- Fujiwara no Korechika, kugyō (noble japonais) de l'époque de Heian.
- Gang Jo (en), général coréen.
- Jean Courcouas, catépan d'Italie.
- Sal·la (en), évêque d'Urgell.
- Abu Sahl 'Isa ibn Yahya al-Masihi, médecin, astronome et philosophe persan.
- Maelsuthan Ua Cerbhail (en), seigneur Eóganacht Locha Léin, conseiller du Ard rí Érenn.
- Muhammad II, calife omeyyade de Cordoue.
- Raymond III de Rouergue, comte de Rouergue, marquis de Gothie.
- Vijayanandi (en), mathématicien et astronome indien.

## Crédit d'auteurs
- Cet article est partiellement ou en totalité issu de l'article intitulé « 1010 » (voir la liste des auteurs).